# Mesquita dels genis
La mesquita dels Genis (àrab: مسجد الجنّ, masjid al-Jinn) és una mesquita de la Meca, a Aràbia Saudita, situada a prop del cementeri d'al-Mual·la. També se la coneix com la mesquita de la Lleialtat i la mesquita dels Guàrdies, perquè els guàrdies de la ciutat patrullarien fins en aquest punt.
La mesquita s'ha edificat al lloc on es diu que un grup de genis (jinn) es reuniren una nit per a escoltar la recitació d'una part de l'Alcorà per part de Mahoma. Més tard, Mahoma s'hi aplegà amb els dirigents d'aquests genis i acceptà la seua adopció de l'islam i la seva baya (jurament de lleialtat) cap a ell. L'incident s'esmenta en la sura Al-Gin de l'Alcorà.
La mesquita es considera una de les més antigues de la Meca i és molt visitada.
La mesquita és en una cantonada concorreguda de la ciutat, amb hotels al voltant i el cementeri de d'al-Mual·la al darrere. A més, també hi ha banys públics i botigues.

## Estructura
Es va construir al segle xviii com a mesquita subterrània. Recentment se li ha agregat un minaret a l'estructura i s'ha transformat l'arquitectura en una de més moderna. Hui  la mesquita té comoditats per als visitants com ara aire condicionat, estacions d'aigua (wudu), estores d'oració i ventiladors.